# Músculo temporal
El músculo temporal o crotafites (Temporalis) es un músculo de la masticación, se encuentra en la fosa del temporal, de la que tiene la forma y las dimensiones. Es un ancho abanico, cuya base se halla dirigida arriba y atrás y cuyo vértice corresponde a la apófisis coronoides de la mandíbula.

## Inserciones
Inserciones superiores:
- En la línea temporal inferior.
- En toda la extensión de la fosa temporal, situada por debajo de la línea temporal inferior.
- En la cara profunda de la aponeurosis que lo cubre.
- En la parte media de la cara interna del arco cigomático.

Inserciones inferiores:
Se hallan en la apófisis coronoides de la mandíbula en su cara medial y en el borde anterior.

## Relaciones
- Cara Interna
  - Tres cuartos superiores- Descansa sobre la pared ósea de la fosa temporal, a la que se adhiere íntimamente, pero se halla separada en algunos puntos por los tres nervios temporales profundos, las tres arterias temporales profundas y por las venas que las acompañan
  - Cuarto inferior- Se corresponde con los dos músculos pterigoideos, el buccinador y la parte más posterior de la bola adiposa de Bichat.
- Cara Externa- Por intermedio de la fascia temporal, músculo está separado de la piel por tejido conjuntivo. Por debajo de la inserción inferior de la fascia temporal, la cara externa se corresponde con el arco cigomático y el masetero.

## Vascularización
Irrigación superficial y profunda, ambas de las arterias temporales.

## Inervación
Lo inervan los nervios temporales profundos anterior, medio y posterior, y ramas de la mandíbula. Estos tres nervios penetran en el músculo por su cara profunda.

## Acción
Por contracción de las fibras verticales y anteriores. Es elevador del maxilar inferior y, por contracción de las fibras horizontales o posteriores lleva el maxilar inferior hacia atrás (retropulsor de la mandíbula)

## Anatomía aplicada
El músculo temporal recibe su irrigación de varios pedículos vasculares que entran por su cara profunda. El músculo puede ser rotado preservando algunos de esos pedículos. Se utiliza como colgajo muscular, ósteo muscular y fascial, con fines reconstructivos, para defectos y lesiones de la región maxilofacial.

## Imágenes adicionales

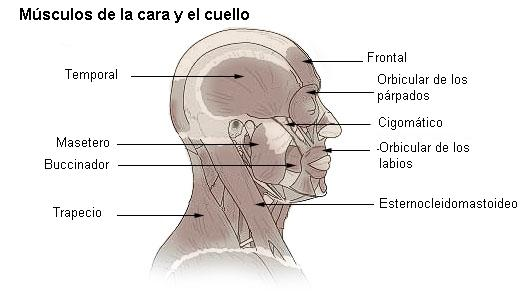
Músculos de la cara y cuello
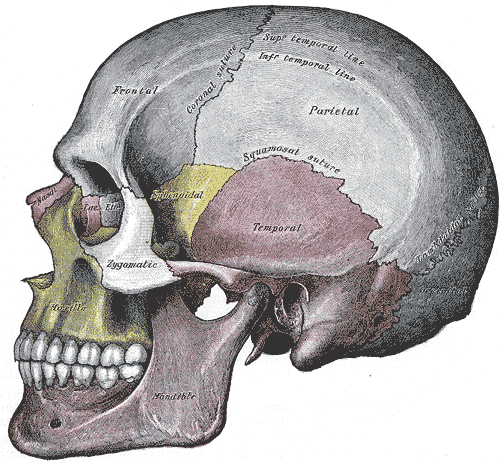
Fosa temporal
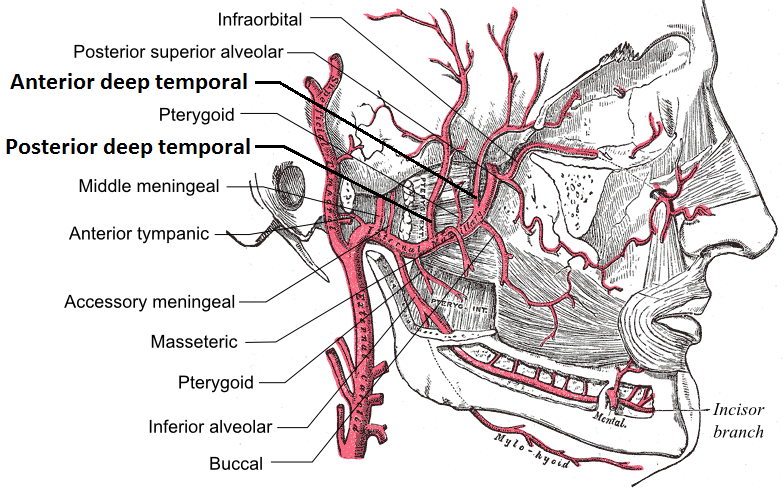
Arterias temporales Profundas